# Curan
Curan település Franciaországban, Aveyron megyében. Lakosainak száma 302 fő (2022. január 1.). Curan Castelnau-Pégayrols, Prades-Salars, Saint-Beauzély, Saint-Laurent-de-Lévézou, Salles-Curan, Ségur és Vézins-de-Lévézou községekkel határos.

## Népesség
A település népességének változása:
| Lakosok száma | 510  | 408  | 357  | 301  | 318  | 315  | 302  | 295  | 293  | 302  |
|               | 1968 | 1982 | 1990 | 2006 | 2013 | 2015 | 2017 | 2019 | 2020 | 2022 |